# ماكسيم كازاكوف
ماكسيم كازاكوف (بالروسية: Казаков, Максим Дмитриевич)‏ هو لاعب هوكي الجليد روسي، ولد في 27 مارس 1993 في أومسك في روسيا.

## وصلات خارجية
- ماكسيم كازاكوف على موقع دوري الهوكي للقارات (الإنجليزية)
- ماكسيم كازاكوف على موقع EliteProspects.com (الإنجليزية)
- ماكسيم كازاكوف على موقع Eurohockey.com (الإنجليزية)
- ماكسيم كازاكوف على موقع HockeyDB.com (الإنجليزية)